# Quasiconcha reticulata
Quasiconcha reticulata är en svampart som beskrevs av M.E. Barr & M. Blackw. 1981. Quasiconcha reticulata ingår i släktet Quasiconcha och familjen Mytilinidiaceae.   Inga underarter finns listade i Catalogue of Life.